# Старо Село (Урошевац)
Старо Село (алб. Fshat i Vjetër) је насељено место у општини Урошевац, на Косову и Метохији. Према попису становништва из 2011. у насељу је живело 992 становника.

## Становништво
Према попису из 2011. године, Старо Село има следећи етнички састав становништва:
| Националност     | 2011.        |
| Албанци          | 990 (99,79%) |
| други недоступно | 2 (0,21%)    |
| Укупно           | 992          |

| Демографија | Демографија | Демографија |
| Година      | Становника  | Становника  |
| ----------- | ----------- | ----------- |
| 1948.       | 249         |             |
| 1953.       | 242         |             |
| 1961.       | 250         |             |
| 1971.       | 393         |             |
| 1981.       | 679         |             |
| 1991.       | 795         |             |
| 2011.       | 992         |             |